# 西班牙女性主义党
西班牙女性主义党（西班牙語：Partido Feminista de España，缩写为PFE）是西班牙的一个女性主义政党。该党成立于1979年，但直到1981年才向西班牙官方登记注册。该党的政治立场是左翼。该党的主席是莉迪娅·法尔孔，自该党成立以来她一直领导该党。2015年，该党成为联合左翼的成员，后于2020年被开除。